# 斯瓦蒂·维贾伊·库尔卡尼
斯瓦蒂·维贾伊·库尔卡尼（英語：Swati Vijay Kulkarni，1968年11月2日—），印度外交官，現任印度駐阿爾及利亞大使。

## 經歷
斯瓦蒂·维贾伊·库尔卡尼生於1968年11月2日。
2008年至2012年，任印度驻阿曼使团副团长。2012年至2014年，任印度驻南非开普敦总领事。出任印度駐阿爾及利亞大使前，庫爾卡尼擔任印度駐美國亞特蘭大總領事。

## 個人生活
与从事商船海员的丈夫维贾伊·贾杨特·库尔卡尼（Vijay Jayant Kulkarni）育有两女。兴趣包括研究发展问题、游泳和台球。